# Christoph Rothmann
Christoph Rothmann (nacido entre 1550 y 1560 en Bernburg, Sajonia-Anhalt; muerto probablemente después de 1600 en Bernburg) fue un matemático alemán, uno de los pocos astrónomos de su época cuya obra es bien conocida. Sus trabajos de investigación contribuyeron sustancialmente al hecho de que Kassel se convirtiera en un centro de la astronomía europea en el siglo XVI.

## Biografía
Se desconoce la fecha de nacimiento de Rothmann, a pesar de que se sabe que su lugar de nacimiento fue Bernburg en el Saale, probablemente entre 1550 y 1560. Después de recibir una educación básica, estudió teología y matemáticas en Wittenberg con el respaldo económico del príncipe Joachim Ernst von Anhalt. Ya en su época de estudiante mostró un entusiasmo considerable por la astronomía.
En 1577 fue nombrado matemático de la corte de Kassel, trabajando para el Príncipe Guillermo IV de Hessen. De 1584 a 1590 realizó trabajos astronómicos en el observatorio del príncipe, que contribuyeron sustancialmente al hecho de que Kassel se convirtiera en un centro de investigación astronómica. En 1590 visitó a Tycho Brahe en Uraniborg en la isla Ven, pero ya no regresó a Kassel. Después del viaje a Uraniborg se trasladó a Bernburg, donde residió hasta su muerte, dedicándose adicionalmente a confeccionar escritos teológicos que no se han conservado.

## Trabajo
Rothmann calculó y compiló el Catálogo de Estrellas de Kassel entre 1585 y 1587, casi exclusivamente bajo el patrocinio del Príncipe Guillermo IV. Era un seguidor convencido de Copérnico y de su modelo heliocéntrico del mundo. En contraste con algunos de sus destacados colegas astrónomos de la época, la figura de Rothmann cayó en el olvido en el siglo XVII.
Dos grupos de astrónomos persiguieron durante el siglo XVI en Europa el mismo objetivo: la confección de un nuevo catálogo estelar más extenso y más preciso. Por un lado estaba el danés Tycho Brahe, que había establecido el famoso observatorio de Uraniborg en la isla Ven, y por otro lado estaba el grupo de astrónomos de la corte del príncipe de Hessen en Kassel, donde trabajaban Rothmann y Joost Bürgi, un matemático suizo. Los dos grupos mantuvieron un intenso contacto científico, con un frecuente intercambio de correspondencia entre Kassel y Ven. 
Una carta entre Rothmann y Brahe, citada a menudo, centraba perfectamente el mayor dilema de la física de aquel tiempo. Brahe desconfiaba de la visión heliocéntrica de Copérnico, y planteaba en una carta a Rothmann la objeción siguiente contra el movimiento de la Tierra: "si la Tierra de hecho diera vueltas desde el oeste hacia el este, entonces una bala de cañón disparada en el sentido del giro de la Tierra, volaría más lejos que un proyectil despedido en la dirección opuesta." Rothmann contestó que tanto los proyectiles como el cañón participan del movimiento de la Tierra, de modo que la objeción planteada era nula. Aun así, esta respuesta contradecía el punto de vista aristotélico sobre el movimiento entonces aceptado en Europa. En aquel tiempo, esto era una contradicción fundamental, que solo pudo ser superada a mediados del siglo XVII con el descubrimiento de la fuerza de gravedad.

## Escritos
- Observatorium stellarum liber primus, Kassel 1589 (manual de astronomía, el libro de Christoph Rothmann más conocido) ref
- Astronomia: In qua hypotheses Ptolemaicae ex hypothesibus Copernici corriguntur et supplentur: et imprimis intellectus et usus tabularum Prutenicarum declaratur et demonstratur, Manuscripte von 1580, (in der Universitätsbibliothek Kassel)
- Restitutio Sacramentorum, Goslar 1611, (posthum herausgegebene theologische Schrift)
- Scriptum de cometa, qui anni Christi 1585 mensib. Octobri et Novembri apparuit. Herausgegeben von Willebrord Snellius in: Descriptio cometae, qui anno 1618 mense Novembri primum effulsit[2] (Seite 69-156), Verlag Elzevir, Leiden 1619

## Eponimia
- El cráter lunar Rothmann lleva este nombre en su memoria.[3]